# Live at the Olympia ’96
A Live at the Olympia '96 a Deep Purple 7. felállásának koncertalbuma. A felvétel 1996. június 17-én készült a Purpendicular turné alatt a párizsi Olympia színházban és 1997-ben jelent meg. A CD tok szerint a lemez "hivatalos bootleg", és több olyan fényképet is tartalmaz, amit a rajongók készítettek.

## Számok listája
Megjegyzés: A CD borítóján a számok hossza hibásan van feltüntetve. Ebben a listában a valós hossz szerepel.
1. CD
1. Fireball (Blackmore/Gillan/Glover/Lord/Paice) 5:01
2. Maybe I'm a Leo (Blackmore/Gillan/Glover/Lord/Paice) 5:53
3. Ted the mechanic (Gillan/Glover/Lord/Morse/Paice) 5:06
4. Pictures of home (Blackmore/Gillan/Glover/Lord/Paice) 5:58
5. Black night (Blackmore/Gillan/Glover/Lord/Paice) 7:33
6. Cascades: I'm not your lover (Gillan/Glover/Lord/Morse/Paice) 11:04
7. Sometimes I feel like screaming (Gillan/Glover/Lord/Morse/Paice) 7:23
8. Woman from Tokyo (Blackmore/Gillan/Glover/Lord/Paice) 6:29
9. No one came (Blackmore/Gillan/Glover/Lord/Paice) 5:53
10. The purpendicular waltz (Gillan/Glover/Lord/Morse/Paice) 5:07

2. CD
1. Rosa's cantina (Gillan/Glover/Lord/Morse/Paice) 6:16
2. Smoke on the water (Blackmore/Gillan/Glover/Lord/Paice) 9:24
3. When a blind man cries (Blackmore/Gillan/Glover/Lord/Paice) 7:17
4. Speed king (Blackmore/Gillan/Glover/Lord/Paice) 11:45
5. Perfect strangers (Blackmore/Gillan/Glover) 6:43
6. Hey Cisco (Gillan/Glover/Lord/Morse/Paice) 7:27
7. Highway star (Blackmore/Gillan/Glover/Lord/Paice) 8:04

## Előadók
- Ian Gillan – ének
- Steve Morse – gitár
- Roger Glover – basszusgitár
- Jon Lord – billentyűk
- Ian Paice – dob

Fúvósok: Vincent Chavagnac, Christian Fourquet, Eric Mula